# Nyabusora
Nyabusora (Eneo la kale la Nyabusora em suaíli) é um sítio arqueológico datado da Idade da Pedra. O sítio está localizado na região de Kagera, na Tanzânia.